# 張邠
張 邠（ちょう ひん、生没年不詳）は、中国三国時代の呉の政治家。『三国志』呉志 三嗣主伝 の注に記述がある。

## 生涯
孫亮の時代に、張邠は侍中であった。
孫亮が西苑に出御した時、生の梅の実を食べようとして、黄門職の宦官に宮中の倉庫に行って蜂蜜を取ってこさせ、それに梅の実をひたそうとした。蜂蜜の中には鼠の糞が入っていた。孫亮は倉庫の役人を呼んで詰問したところ、倉庫の役人は叩頭するばかりであった。孫亮が尋ねると、倉庫の役人は、蜂蜜を黄門に渡していないと言い、黄門は、倉庫の役人から蜂蜜を受け取ったと言い争った。侍中の張邠と刁玄は「黄門と倉庫の役人とでは、申し述べるところが食い違っております。裁判官にわたして事実を究明させられますように」と申し上げたが、孫亮は「こんなことは簡単にわかる」と言い、鼠の糞を持ってこさせて割ったところ、糞の内部は乾いていた。孫亮は大いに笑い、張邠と刁玄に「もし糞がもとから蜂蜜の中にあったのなら、外から内までみな湿っているはずだ。ところがこれは、外側は湿っていても内側は乾いている。黄門のしわざであること、間違いない」と述べた。黄門は、自分のしたことだと罪を認めた。お付きの者たちは、孫亮の智慧に皆驚きつつ畏れたという。